# هایپرتریکوز نووید
هایپرتریکوز نووید به انگلیسی: Nevoid hypertrichosis نوعی بیماری پوستی است که از روی رشد موهای انتهایی در ناحیه‌ای محدود تشخیص داده می‌شود.